# Șușani
Șușani là một xã thuộc hạt Vâlcea, România. Dân số thời điểm năm 2002 là 3945 người.